# Tiziana Rivale
Tiziana Rivale (née Letizia Oliva le 13 août 1958 à Formia) est une chanteuse italienne. En 1983, elle remporte le Festival de Sanremo avec la chanson Sarà quel che sarà,. 

## Biographie

### Débuts et succès
Née à Formia, Letizia Oliva après avoir été chanteuse dans le groupe musical Rockollection fait ses débuts en 1980 comme chanteuse solo sous le nom de scène Tiziana Ciao. Sous contrat avec WEA, elle adopte finalement le nom de scène Tiziana Rivale, et sort le single L'amore va,. En 1982, Rivale remporte une sélection organisée par Domenica in Tre voci per Sanremo et en 1983 participe ainsi à la  32e édition du festival de Sanremo remportant le concours avec la chanson Sarà quel che sarà. Après la sortie de trois albums dans les années 1980, Tiziana Rivale concentre progressivement ses activités sur la scène musicale,.
Le single È finita, sorti en 1995. En 1996 sort un autre album, Con tutto l'amore che c'è, dans lequel, outre des chansons inédites, on trouve de nombreuses reprises, dont Ancora tu de Lucio Battisti et Diamante de Zucchero Fornaciari. En 1997, le recueil Il meglio di Tiziana Rivale est publié. En 1998 paraît l'album Angelo biondo, dans lequel l'artiste se mesure à quelques classiques italiens et internationaux. Au cours de ces années, de 1997 à 2003, elle fait partie de la distribution de programmes télévisés tels que Ci vediamo in TV, Alle 2 sur Rai 1 et le Paolo Limiti Show, conçu et animé par Paolo Limiti lui-même. Elle a également participé à quelques éditions de Domenica In, aux côtés de Fabrizio Frizzi et de Limiti lui-même.

### Années 2000–2010
De janvier 2005 à juin 2006, Tiziana Rivale est l'invitée régulière de deux programmes de fin de soirée (Eros et Storie d'amore), conçus par Gabriele La Porta, directeur de Rai Notte ; depuis 2006, elle est également en tournée avec le groupe de rock Rewind. En 2008, Tiziana Rivale est invitée régulièrement dans l'émission MilleVoci de Gianni Turco, où elle revient presque chaque année, ainsi que dans l'émission SKY Music Life TV de Maximo De Marco, et elle devient le visage officiel de l'émission de télévision gay italienne Canal G. En 2009, deux autres singles, Telephone et Daily Dream, sortent en format vinyle chez Flashback Records. En outre, un nouvel album contenant douze titres inédits, intitulé Mystic Rain, sort sur le label Interbeat. Ces titres sont également chantés entièrement en anglais et expriment le mieux son potentiel en tant que chanteuse au style résolument international. En 2010, elle chante Don't Be Alone, un autre titre en anglais, cette fois dans le genre space disco, composé par le groupe polonais Galaxy Hunter. Ce titre figure sur leur album Running High.
Le 21 juin 2011, elle sort un nouvel album, toujours aux accents Italo disco, intitulé True, sur le label discographique indépendant XDivisions. En 2012, elle chante en duo avec le chanteur italien Peter Arcade (nom de scène Piero Aresti) dans la chanson en anglais Living in the Twilight et sort les deux singles Miss Rivale : Someday et Lonely Boy. En 2013, c'est au tour du single Notte astrale et en 2014 de For Always. En 2015, elle revient avec un nouvel album intitulé Babylon 2015, qui contient la chanson The Real Norma Jean (dont un clip est également réalisé) un hommage à Marilyn Monroe, et la reprise Over the Rainbow de Judy Garland. Il comprend également d'autres succès comme Downtown et Salma ya salama.
Le 23 octobre 2017 sort Roma Forever, un single produit et distribué par Interbeat. Après deux ans de silence, elle revient avec le single Ash (Remix 2019), produit et distribué par Stefano Ercolino en janvier 2019. En 2018, elle fait ses débuts en tant qu'actrice en participant au film Lettera H de Dario Germani, qui sort en salles l'année suivante. Le film remportera le premier prix au festival du film Terra di Siena, remportant le prestigieux prix Sanese d'oro. En 2019, elle reçoit le disque d'or pour sa carrière au Mexique. À partir du 13 septembre 2019, elle fait partie de la distribution officielle de Tale e quale show l'émission de la RAI 1 animée par Carlo Conti.

### Années 2020
En février 2020, elle sort le nouveau single Don't Cheat on Me sur le label Flashback Records. En 2020, elle participe en featuring au projet London Boys du duo Touch&Sies. En mai 2021, il sort son nouvel album Rivale in Classic, suivi en 2022 des singles Time on Your Mind (avec Marc Fruttero) et Oltre il confine (avec Ugo Mazzei). En février 2024, elle participe au festival Tale e quale Sanremo,.

## Discographie

### Albums studio
- 1983 : Tiziana Rivale
- 1986 : Contatto
- 1988 : Destiny
- 1996 : Con tutto l'amore che c'è
- 2000 : Angelo biondo
- 2009 : Mystic Rain
- 2011 : True. Rivale
- 2015 : Babylon 2015
- 2021 : Rivale in Classic

### EP
- 2012 : Miss Rivale: Someday
- 2012 : Miss Rivale: Lonely Boy

### Singles
- 1981 : Addio Beatles / Meglio Charlot (Euro Music) (sous le nom de Tiziana Ciao)
- 1982 : L'amore va / Serenade (WEA Italiana)
- 1983 : Sarà quel che sarà|Sarà quel che sarà / Serenade (WEA Italiana) (5e des charts italiens[13])
- 1983 : L'amore va / Sole stai (WEA Italiana, 24 99347)
- 1983 : C'est la vie / Un amore diverso (WEA Italiana)
- 1983 : Questo mondo è una baracca / Give a Chance (WEA Italiana)
- 1985 : Ferma il mondo / Moviestory (Gold)
- 1996 : È finita qui / Un giorno per amarti di più
- 2008 : Ash / Flame (Flashback Records)
- 2009 : Telephone / Daily Dreams (Flashback Records)
- 2013 : Notte astrale
- 2020 : London Boys feat. Touch&Sies (Tilt Music Production)
- 2020 : London Boys (Extended Version) (feat. Touch&Sies) (Tilt Music Production)
- 2020 : London Boys (Maik Schäfer & Pleasure and Pain Remix) (feat. Touch&Sies) (Tilt Music Production)
- 2021 : London Boys (Extended Version) (Maik Schäfer & Pleasure and Pain Remix) (feat. Touch&Sies) (Tilt Music Production)

### Compilations
- 1997 : Il meglio